# Mircea Dolha
Mircea Dolha (n. 24 mai 1969) este un politician român, deputat de Maramureș din partea PNL. Vicelider al Grupului parlamentar al Partidului Național Liberal  Arhivat în 28 mai 2024, la Wayback Machine. și totodată Vicepreședinte al Comisiei pentru comunitățile de români din afara granițelor țării  Arhivat în 8 februarie 2023, la Wayback Machine..Este presedintele PNL Baia Mare.
Mircea Dolha a candidat din partea Partidului Social-Democrat (PSD) în 2008 pentru postul de primar al municipiului Baia Mare, însă nu a reușit să câștige lupta electorală în fața lui Cristian Anghel, ultimul fiind reales pentru a patra oară consecutiv în aceasta funcție. La acele alegeri locale, Dolha a obținut însă funcția de consilier municipal și a ocupat o vreme fotoliul de viceprimar al orașului. În martie 2010, Consiliul Local Baia Mare l-a ales pe Mircea Dolha primar interimar.   Conducerea interimară a PSD Maramureș a propus excluderea sa din partid în noiembrie 2010, în urma unor conflicte la nivelul organizației locale a partidului. Trecând ulterior la Partidul Național Liberal (PNL), partid aliat la acea vreme cu PSD, Dolha a obținut un mandat de deputat la alegerile din 2012.
Împreună cu colegul său parlamentar Grigore Crăciunescu, Mircea Dolha a propus un amendament constituțional prin care să se interzică denumirea de „rom” sau „sonorități asemănătoare, care pot crea confuzie” în titulatura minorităților naționale recunoscute (recunoscând deschis că intenția lor a fost aceea de a ataca termenul de „rom” și a promova denumirea cvasilicențioasă de „țigan”). Europarlamentarul din România Elena Băsescu a transmis comisarului european pentru Justiție, Cetățenie și Drepturi Fundamentale Viviane Reding o scrisoare prin care îi sesiza această tentativă de limitare a drepturilor unei minorități și impactul pe termen lung; Dolha a răspuns trimițând și el aceluiași comisar o scrisoare în care își apăra propunerea, explicând că intenția lui nu era de a limita drepturile fundamentale ale unui grup, ci „definirea exactă a rădăcinilor și identității poporului român”.